# Import control system
 (novembre 2014).
Si vous disposez d'ouvrages ou d'articles de référence ou si vous connaissez des sites web de qualité traitant du thème abordé ici, merci de compléter l'article en donnant les références utiles à sa vérifiabilité et en les liant à la section « Notes et références ».

L'Import Control System (appelé communément ICS), est une procédure douanière française qui a été mise en place au 1er janvier 2011. 
Cette procédure concerne tous les importateurs de produits ou de marchandises en France, ainsi que les transporteurs et les prestataires de services de transport.

## Description
Cette procédure se décompose en deux parties, l'ENS (déclaration sommaire d'entrée) et la notification d'arrivée (Delt@ Présentation). Elle est issue des règlements CE 648/2005 et 1875/2006.
La procédure impose que toutes les marchandises qui arrivent ou qui transitent sur le sol européen (au sein de l'Union Européenne) doivent faire l'objet au préalablement d'une déclaration d'entrée sommaire (appelé ENS). Cette ENS doit être déposée dans un délai dépendant du mode de transport utilisé (air, mer, route) mais également de la distance. Par exemple, sur du maritime longue distance, l'ENS doit être envoyé 24h avant le départ du navire.
L'ENS doit être envoyée à la douane du pays du 1er port ou aéroport touché en Europe. Par exemple, si un navire effectue le trajet Hong Kong-Le Havre-Anvers, même si la marchandise est à destination d'Anvers, c'est à la douane française que l'ENS doit être envoyée.
Lors de la réception de l'ENS par la douane, un contrôle sécuritaire est fait sur les données envoyées afin de déterminer s'il existe un risque à accueillir ces marchandises sur le sol européen. Ce contrôle s'effectue selon les marchandises transportées mais aussi selon les expéditeurs et destinataires. À l'issue de ce contrôle de risque, il peut s'ensuivre un refus (exceptionnel) de chargement (do not to load) ou bien des contrôles à l'arrivée.
Lors de l'arrivée effective des marchandises, une notification est faite par le transporteur grâce à Delt@ Présentation (pour la France).
La procédure ICS est une télé-procédure, c'est-à-dire qu'elle est faite électroniquement par un opérateur, soit à partir du site internet de la douane (pas encore disponible), soit grâce à l'aide d'un logiciel d'éditeur spécialisé sur le marché.
Dans le cadre du Brexit, à partir du 1er janvier 2021, le Royaume Uni est considéré comme un pays tiers, et il est nécessaire de faire un ENS (déclaration sommaire d'entrée de la procédure ICS).
La frontière intelligente "smart border" de la douane française permet de ne pas faire la partie notification d'arrivée.
Le transporteur sera redevable de l'ENS si sa remorque est accompagnée sur le ferry ou sur le train.
Cette procédure reste uniquement en EDI avec un partenaire certifiée par la douane.